# Паттантьюш-Абрахам, Дежё
Дежё Паттантьюш-Абрахам (венг. Dezső Pattantyús-Ábrahám; 10 июля 1875, Унгвар (совр. Ужгород), Австро-Венгрия — 25 июля 1973, Будапешт, Венгрия) — венгерский политик, премьер-министр антисоветского правительства в 1919 году.

## Биография
Представитель известного дворянского рода, известного с XVII века. До 1899 г. изучал право в университете Будапешта. В 1901—1902 служил в армии.
Открыл адвокатскую контору в Будапеште.
В 1906—1918 годах был депутатом парламента. В кабинете Михая Каройи в ноябре 1918 — январе 1919 года занимал пост государственного секретаря Министерства юстиции. Вёл переговоры по вопросу о национальных меньшинствах (трансильванских румынах), надеясь сохранить народы Венгрии в её составе с целью сохранения Венгерского государства.
После провозглашения Венгерской советской республики переехал в Сегед, ставший главным центром борьбы с ВСР, где на оккупированных странами Антанты территориях страны было образовано контрреволюционное правительство графа Дьюлы Каройи, при котором была сформирована Национальная армия Миклоша Хорти.
Сменил Д. Каройи на посту премьер-министра контрреволюционного правительства. Руководил кабинетом Национального правительства с 12 июля 1919 г. по 12 августа 1919 г. Одновременно был исполняющим обязанности министра финансов.
Его правительство назначило Миклоша Хорти Верховным Главнокомандующим Национальной венгерской армии.
В кабинете Кароя Хусара занимал пост государственного секретаря Министерства внутренних дел.
После этого отошёл от активной политической жизни. Работал адвокатом (1920—1944).
В ноябре 1944 года после государственного переворота в Венгрии под руководством партии скрещённых стрел был интернирован в Шопронкёхиду, место заключения политических заключенных различных национальностей, затем, переведен в Германию.
По возвращении на родину в 1945 году, участвовал в создании правой Венгерской партии свободы. Избран в 1947 году членом Национального собрания Венгрии, после почти тридцатилетнего перерыва. Обвинённый властями в ультраправом экстремизме, в 1949 году был исключен из партии (на тот момент — Независимой венгерской демократической). Вышел в отставку и выведен из парламента. В том же году был интернирован в Тарцаль.
Во время Венгерского восстания 1956 года принимал участие в восстановлении основанной им Партии Свободы.
До 1958 г. работал адвокатом, имел связи с американскими и английскими дипломатами, в результате коммунистические власти в 1967 году вновь предупредили его о ведении антиправительственной деятельности и установили за ним наблюдение.